# 엔리케 과이타
엔리케 과이타(스페인어: Enrique Guaita enˈrike ˈɣwajta[*]; 1910년 7월 11일, 엔트레 리오스 주 루카스 곤살레스 ~ 1959년 5월 18일, 부에노스 아이레스 주 바이아 블랑카)는 엔리코 과이타(이탈리아어: Enrico Guaita enˈriːko ˈɡwaita[*])로도 알려진 이탈리아계 아르헨티나인 축구 선수로, 아르헨티나와 이탈리아에서 공격수로 활약했다. 그는 이탈리아 국가대표팀 일원으로 1933-35년 중부 유럽 선수권 대회와 1934년 월드컵을 우승했다.
그는 현역 시절 대부분을 에스투디안테스와 랑싱 클루브에서 보냈지만, 이탈리아의 로마에서도 맹활약하며 검은 해적선(Il Corsaro Nero)이라는 별명이 붙었다.

## 클럽 경력
과이타는 에스투디안테스 소속으로 교수들(Los Profesores)로 두고두고 회자되는 공격진의 일원이었다. 1933년, 그는 이탈리아로 건너가 전성기를 보냈는데, 로마에서 1933년부터 1935년까지 몸담았다. 그는 1934-35 시즌에 28골로 득점왕에 올랐었다. 그는 검은 해적선(Il Corsaro Nero)으로 회자되었다. 이탈리아군 징병을 피하기 위해 그는 1936년에 아르헨티나에 복귀했는데, 그는 라싱 클루브에서 활약하다가 친정 에스투디안테스로 복귀했다. 그는 1939년 시즌이 끝나고 현역에서 은퇴했다.

## 국가대표팀 경력
과이타는 아르헨티나(4경기 출전, 1골 득점)와 이탈리아(10경기 출전, 5골 득점) 국가대표팀에서 모두 활약한 전적이 있는 12명 중 하나로, 복수의 국가대표팀 활동 규제가 들어오기 전이었던 당시에는 여러 국가대표로 활약한 경우가 종종 있었다. 그는 아르헨티나 국가대표팀 일원으로 1937년 남미 축구 선수권 대회를 우승했고, 이탈리아 국가대표팀 일원으로는 1934년 월드컵에 참가해 오스트리아와의 준결승전 경기에서 1-0 결승골을 기록했고, 이탈리아는 이후 안방에서 대회 정상에 올랐다.

## 수상

### 국가대표팀
이탈리아
- 월드컵: 1934
- 중부 유럽 선수권 대회: 1933-35

아르헨티나
- 남미 축구 선수권 대회: 1937

### 개인
- 세리에 A 득점왕: 1934–35 (28골)[3]
- 월드컵 대회의 선수단: 1934[4]